# Hans Günter Schmitz
Hans Günter Schmitz (* 1954 in Stolberg) ist ein deutscher Kommunikationsdesigner und Autor.

## Leben

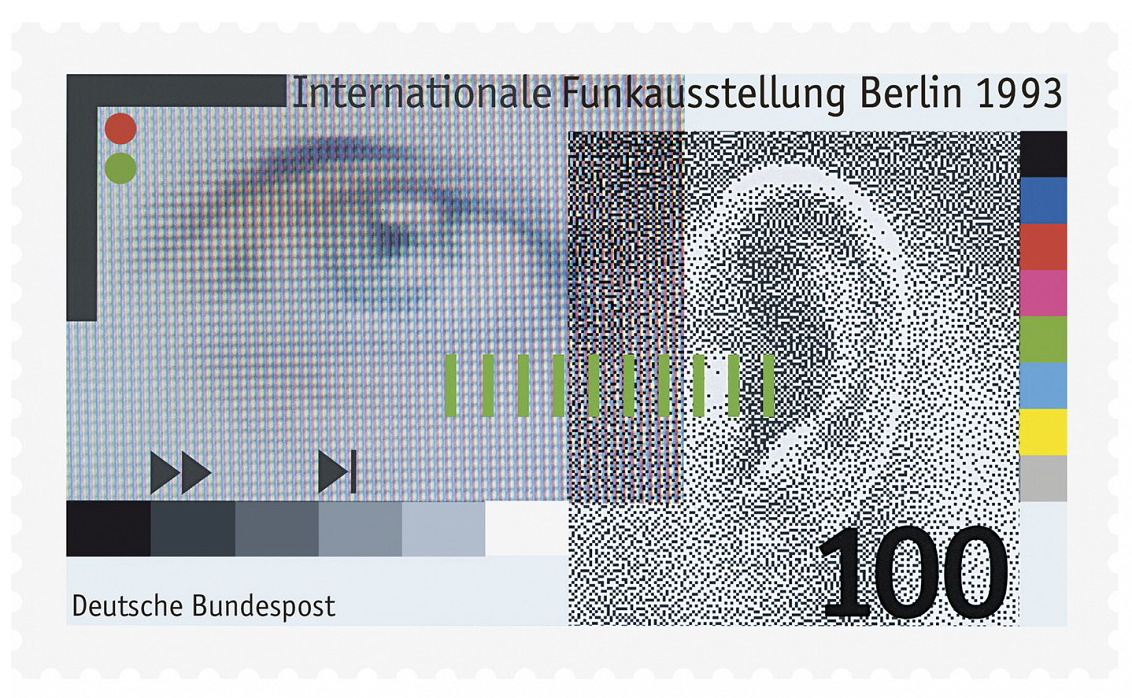
Die 1993 von Hans Günter Schmitz entworfene Briefmarke „Internationale Funkausstellung Berlin“.

Hans Günter Schmitz studierte Visuelle Kommunikation in Wuppertal. 1983 entwarf er seine erste Briefmarke zum 100. Geburtstag Franz Kafkas. Seitdem entwarf er etwa um die 40 Briefmarken, darunter auch die Sondermarke zum 100. Jubiläum der Wuppertaler Schwebebahn. 1994 wurde er Professor für Visuelle Kommunikation an der Bergischen Universität Wuppertal, bis er 2009 als Professor an die Folkwang Universität der Künste wechselte, ebenfalls auf den Lehrstuhl für Visuelle Kommunikation. Im Jahr 2003 berief ihn Hans Eichel in den Kunstbeirat des Bundesfinanzministeriums.
Schmitz gründete zudem im Jahr 1979 das Büro schmitz Visuelle Kommunikation, eine Corporate Identity Agentur. Seine Konzepte und Entwürfe erhielten zahlreiche Auszeichnungen.

## Preise (Auswahl)
- Deutscher Preis für Ökologiekommunikation
- Ehrenpreis für Corporate Design und Designmanagement des Landes Nordrhein-Westfalen
- Designaward British Design & Art Direction
- Red-Dot-Award in der Kategorie „communication design“ und Red-Dot-Award in der Kategorie „product design“
- IF Design Award Interactive Media
- LeadAward für Fotografie
- Auszeichnung Art-Directors Club Deutschland
- Merit Award Art Directors Club New York[3]

## Veröffentlichungen
- Mikro|Makro. Wissenschaftliche Zeichnungen von Armin Coray. edition 19+, Wuppertal 2022, ISBN 978-3-00-071846-5.
- visual identity works. Entwicklung einer nachhaltigen Identität für die Marke Gira. edition 19+, Wuppertal 2022, ISBN 978-3-00-070310-2.
- Postwertzeichendesign. Von Kafka bis Loriot. Niggli Verlag, Salenstein 2016, ISBN 978-3-7212-0954-9. (Englische Ausgabe: Postage stamp designs. From Kafka to Loriot. Niggli Verlag.)
- Markenzauber. 80 Produkte, die hoffentlich niemals Wirklichkeit werden. Lehrstuhl für Visuelle Kommunikation, Folkwang Universität der Künste, Essen 2010, ISBN 978-3-941846-00-5.